# Elena Desderi
Elena Desderi (* 20. September 1967 in Demonte) ist eine ehemalige italienische Skilangläuferin.

## Werdegang
Desderi, die für den Sci Club Busca startete, trat international erstmals bei den nordischen Skiweltmeisterschaften 1987 in Oberstdorf in Erscheinung. Dort belegte sie den 41. Platz über 20 km Freistil, den 40. Rang über 5 km klassisch und den fünften Platz mit der Staffel. Bei den Olympischen Winterspielen 1988 in Calgary errang sie den 36. Platz über 20 km Freistil und den zehnten Platz mit der Staffel. Im folgenden Jahr lief sie bei den nordischen Skiweltmeisterschaften in Lahti auf den 25. Platz über 10 km Freistil, auf den 23. Rang über 30 km Freistil und den sechsten Platz mit der Staffel. Im März 1991 holte sie bei der Winter-Universiade in Sapporo die Bronzemedaille über 10 km und kam bei den nordischen Skiweltmeisterschaften im Val di Fiemme auf den 18. Platz über 10 km Freistil.

## Teilnahmen an Weltmeisterschaften und Olympischen Winterspielen

### Olympische Winterspiele
- 1988 Calgary: 10. Platz Staffel, 36. Platz 20 km Freistil

### Nordische Skiweltmeisterschaften
- 1987 Oberstdorf: 5. Platz Staffel, 40. Platz 5 km klassisch, 41. Platz 20 km Freistil
- 1989 Lahti: 6. Platz Staffel, 23. Platz 30 km Freistil, 25. Platz 10 km Freistil
- 1991 Val di Fiemme: 18. Platz 10 km Freistil